# Cookstown (Irlande du Nord)
Ne doit pas être confondu avec Cookstown (Ontatio).
Cookstown (irlandais : An Chorr Chríochach IPA:[ˈanˠˈxoːɾˠɾˠˈçɾʲiːxəx]) est une ville du comté de Tyrone en Irlande du Nord. 

## Vue d'ensemble
C'est la quatrième ville la plus peuplée du comté. Sa population se montait à environ 12 549 habitants en 2021. Elle a été fondée vers 1620.
La célèbre rue principale de Cookstown (tracée de 1735 à 1800 environ) mesure 2 km de long et 40 m de large, l'une des plus longues et des plus larges d'Irlande.

## Histoire

### Plantation de l'Ulster
Les terres autour du site actuel de Cookstown étaient, avant le début du XVIIe siècle, entre les mains du clan O'Mellan et étaient largement connues sous le nom de "Mellanagh". Cette terre a été confisquée par  le roi Jacques I après la fuite des comtes de Tír Eoghain et Tyrconnell en 1607 et une série de rébellions dans la région qui a vu les propriétaires indigènes évincés de leurs propriétés. La terre O'Mellan a été considérée comme la propriété de l'Église et a donc été présentée à l'anglican Archevêque d'Armagh qui était chargé de superviser la colonisation de la région avec "Planteurs" anglais et écossais. En 1620, une petite partie a été louée par James Stewart (un colon écossais de la région) et des terres autour du village de Corrcreagh (irlandais : An Chorr Chríochach) ont été louées à un anglais, l'avocat ecclésiastique, le Dr Cooke qui a respecté les engagements contractés dans le bail en construisant 10 maisons sur le terrain (couvrant aujourd'hui la zone connue sous le nom de Oldtown), qui, selon lui, devaient tous avoir des jardins à l'avant (une tradition qui reste en place). En 1628, le roi  Charles I accorda des lettres patentes à Cooke permettant la tenue d'un marché deux fois par semaine pour le bétail et les produits en lin.

### Rébellion de 1641
En 1641, les Irlandais natifs se sont révoltés contre les Planteurs dans une rébellion sanglante. Cookstown, étant au cœur de l'insurrection d'Ulster, a été abandonné aux rebelles qui ont immédiatement saisi l'importante usine de fer à Lios Áine (plus tard Lissan), et la région est devenue un foyer d'activité puisque des armes telles que des  piques ont été forgées pour la cause rebelle. Lissan a été l'un des premiers domaines dans cette région à être colonisé quand il a été acheté par Sir Thomas Staples de Yate Court près de Bristol en 1610. L'épouse de Sir Thomas Charity, Lady Staples (alors veuve) et leurs cinq des enfants ont été capturés pendant la rébellion par Hugh Og O Quin. Emprisonnés dans le château à Moneymore à 5 miles de là, ils y furent détenus et plus tard à Castlecaulfield jusqu'à ce que Moneymore et le domaine soient libérés par l'armée royaliste en 1643. Lorsque les armées de Charles I ont atteint Cookstown en 1643, ils ont mis les rebelles en déroute et ont rasé la ville.

### XVIIIesiècle
La rébellion de 1641 a eu un effet dévastateur sur la ville et le développement a cessé pendant près d'un siècle. Au cours des années suivantes, les terres autour de Cookstown ont été progressivement rachetées par William Stewart de Killymoon jusqu'à ce qu'en 1671 toutes les terres du Dr Cooke soient entre les mains de la famille Stewart. Cependant, la colonisation est restée clairsemée et en 1734, il ne restait plus que 2 maisons habitées à Oldtown. William Stewart et plus tard son fils James ont établi des plans pour la ville peu de temps après. Inspirés par le travail de la Wide Streets Commission à Dublin, ils ont planifié la construction d'une nouvelle ville le long d'un boulevard bordé d'arbres, de 135 pieds de large qui relierait le Killymoon Demesne à Oldtown, un distance de plus de deux kilomètres. Cette rue a été aménagée au milieu des années 1790, elle est restée au centre du développement de Cookstown depuis qu'elle couvre Killymoon Street, Church Street, Chapel Street, Loy Street, William Street, James Street Oldtown Street et enfin Milburn Street, étant la plus longue rue principale rue en Irlande. Toutes les traces restantes de la ville de Cooke ont été effacées à ce stade. [citation nécessaire]
Tout au long du reste du XVIIIe siècle, Cookstown prospéra tranquillement en tant que bourg où le textile, les graines et autres produits agricoles étaient commercialisés sur son célèbre marché. En 1802, le colonel William Stewart (le fils célibataire de James Stewart) a approché le célèbre architecte londonien,  John Nash et lui a demandé de visiter la région pour reconstruire le Château de Killymoon qui avait été incendié en 1801. Le château fut construit en un peu plus d'un an pour un coût de 80 000 £ et fut la première commission irlandaise de Nash. Il est haut de deux étages et possède deux grandes tours à l'est et à l'ouest, l'une circulaire l'autre octogonale (légèrement plus basse). Certaines parties du château d'origine ont été conservées et son ancienne chapelle est devenue la bibliothèque de Nash.
En plus de Killymoon, on estime que Nash a également conçu l'originale Église paroissiale Saint-Luran dans la rue de l'église en 1822.
Il est également probable que Nash a conçu la dower house (maison douairière) de Killymoon sur Chapel Street (maintenant divisée en deux maisons) et il est certain qu'il a conçu le presbytère à Lissan pour le révérend John Molesworth Staples en 1807. [citation nécessaire]

### XIXesiècle
Cependant, le plus grand développement de Cookstown est venu avec la Révolution industrielle. [citation nécessaire]
Avec la création de Gunning's Linen Weaving Mill, l'expansion de la finition du lin à Wellbrook, l'établissement de l'usine de tissage d'Adair à Greenvale et l'arrivée définitive des chemins de fer, la population de Cookstown a quadruplé entre 1820 et 1840. Les chemins de fer permettaient le transport rapide vers et depuis la ville des produits agricoles. Deux chemins de fer ont établi un terminus, gares de chemin de fer, à Cookstown - le London, Midland and Scottish Railway dans leur gare en pierre taillée conçue par Charles Lanyon (maintenant transformée en restaurant chinois sur Molesworth Street) et le Great Northern Railway dans leur gare de briques voisine (maintenant le club de hockey de Cookstown High School). Les deux ont transporté des marchandises et du bétail pour les vendre au marché de Cookstown.
À l'exception du Château de Killymoon, toute la meilleure architecture de Cookstown date de cette période et la ville ressemble encore presque exactement à la ville développée à cette époque. Le premier parmi les bâtiments de cette période est probablement J.J. McCarthy Church of the Holy Trinity sur Chapel Street, l'une des premières commandes de McCarthy dans laquelle l'influence d'AWN Pugin's St. Giles dans Cheadle peut être vérifiée.
D'autres beaux bâtiments de cette période incluent l'ancien palais de justice baronial écossais (actuellement abandonné) sur Chapel Street , la première église classique presbytérienne (Loy Hill) et l'église de Molesworth presbytérienne (rue Molesworth) de style italien , l'église méthodiste d'architecture néo-romane (rue de l'Église) , l'Hibernian Bank sur James Street et la paire de terminus ferroviaires sur Molesworth Street.

### XXesiècle

#### Les  Troubles
Pendant la majeure partie de son histoire, les relations ont été relativement bonnes entre les protestants et les catholiques, les deux communautés étant représentées dans des proportions à peu près égales. Mais, pendant les troubles, Cookstown a souffert de plusieurs attentats à la bombe et d'autres attaques, privant le centre-ville de la plupart de ses bâtiments victoriens, y compris la façade en grès de la banque Hibernian ainsi que l'ancienne résidence de style italien de l'Adair à Glenavon (qui avait été convertie en hôtel).
En 1989, deux checkpoints armés permanents ont été érigés de chaque côté du centre-ville pour protéger une base militaire déjà existante à Chapel Street. Des barrières ont également été érigées autour de la ville afin que la rue principale puisse être bouclée le soir. Ces points de contrôle ont finalement été retirés  en 1996.

### XXIesiècle
En 1994, le boulevard bordé d'arbres imaginé par James et William Stewart a été restauré et un plan de régénération a vu la création d'espaces verts, de parterres de fleurs et d'une façade de magasin restaurée. Le boulevard bordé d'arbres est la base du fantastique éclairage de Noël festif de la ville. L'industrie de l'Ulster étant désormais pratiquement disparue, la ville a commencé à attirer des investissements financiers provenant du shopping et du tourisme. En 2000, le Burnavon Arts and Cultural Center a ouvert sur le site de l'ancien hôtel de ville sur Burn Road et a commencé à attirer des événements culturels et artistiques à grande échelle dans la ville tandis qu'un an plus tard, un programme de développement a commencé qui a vu l'ancien  LMS  Railway Terminus devenit un centre commercial. En 2003, le conseil de district de Cookstown, conjointement avec le forum du centre-ville, a lancé la stratégie et le plan d'action de régénération du centre-ville sur dix ans de Cookstown, il détaille une gamme d'actions de régénération à court, moyen et long terme. [citation nécessaire]
Aujourd'hui [Quand ?], Cookstown a été presque entièrement régénéré avec des plans pour d'autres travaux de régénération à effectuer dans tout le centre-ville. Un autre grand développement commercial et de bureaux sur la rue Molesworth a été mené en 2007 sur le site de l'ancien Market Yard. L'ancienne usine de tissage Gunning and Moore à Broadfields a été transformée en parc commercial. Des plans ont également été adoptés pour deux autres grands développements commerciaux et résidentiels / penthouse dans le quartier Orritor Street / Burn Road de la ville. D'autres développements sont prévus pour le site de l'ancienne usine Daintyfit. [citation nécessaire]
L'emplacement central de la ville et de nombreux hôtels (pour une population d'un peu plus de 11 000 habitants, il n'en compte pas moins de 4) en ont fait un lieu pour des conférences et des réunions impliquant des délégués de toute l'Irlande du Nord. C'était le lieu de la Mid-Ulster Sports Arena (créée en 2003) et du Collège de sécurité communautaire d'Irlande du Nord, désormais annulé, pour accueillir le service de police d'Irlande du Nord, les pompiers et les secours d'Irlande du Nord et le service pénitentiaire d'Irlande du Nord. Cookstown compte actuellement plus d'une centaine de types d'entreprises. Parmi les entreprises de vente au détail directe, les deux tiers sont des entreprises indépendantes, en grande partie familiales, qui confèrent au commerce de détail de la ville une apparence distinctive. La ville a adopté une vision à long terme de la régénération et le conseil de district de Cookstown, conjointement avec le Cookstown Town Center Forum, a nommé un directeur de la stratégie de la ville pour mettre en œuvre la stratégie de régénération du centre-ville de Cookstown. [citation nécessaire]
Cookstown se présente comme la capitale du commerce de détail du Mid Ulster, à travers une identité de marque (Cookstown - Looking Good, Looking Great)  et un marketing agressif de la ville aux niveaux local et national. La ville a également été l'une des premières d'Irlande du Nord à produire une stratégie de conception urbaine sur dix ans (2007), un cadre ambitieux pour tout développement futur du centre-ville. Le programme Cookstown Town Centre Living Initiative (LOTS) (2006-2011) offre une aide substantielle pour redynamiser les espaces inutilisés ou abandonnés au-dessus des magasins en logements résidentiels modernes est considéré comme l'un des programmes les plus réussis de toutes les villes d'Irlande du Nord. Le programme de divertissement dans la rue du centre-ville de Cookstown (depuis 2008) promeut l'attrait familial de la ville et encourage les gens à visiter pour la première fois ou à prolonger une visite régulière. Alors qu'à la fin de 2009, le cœur civique de Cookstown, Burn Road a bénéficié d'un programme d'amélioration de l'environnement et accueille désormais des événements en plein air, notamment le Cookstown Comedy Festival. [citation nécessaire]
Le conseil du district de Cookstown a continué d'investir dans la ville, ouvrant les Davagh Forest Trails - l'un des 3 sentiers de vélo de montagne de haute qualité en Irlande du Nord - en 2013.

## Démographie

### XIXesiècle
Le XIXe siècle connait un essor de la population,.
| Année      | 1841 | 1851 | 1861 | 1871 | 1881 | 1891 |
| ---------- | ---- | ---- | ---- | ---- | ---- | ---- |
| Population | 3006 | 2993 | 3257 | 3501 | 3870 | 3841 |
| Foyers     | 550  | 576  | 600  | 728  | 822  | 835  |

Cookstown est considérée comme une ville moyenne (entre 10 000 et 18 000 habitants) par la Northern Ireland Statistics and Research Agency (NISRA).

### Recensement de 2011
Le jour du recensement (27 mars 2011), 11 599 personnes vivaient à Cookstown. Parmi ceux-ci:
- 98 % étaient de l'ethnie blanche
- 56 % étaient d'origine catholique et 39 % étaient d'origine protestante ou chrétienne
- 40 % ont indiqué qu'ils avaient une identité nationale britannique, 30 % avaient une identité nationale nord-irlandaise et 28 % avaient une identité nationale irlandaise (les répondants pouvaient en choisir plus d'une)

### Recensement de 2001
Le jour du recensement (29 avril 2001), 10 646 personnes vivaient à Cookstown. Parmi ceux-ci:
- 26,0 % étaient âgés de moins de 16 ans et 15,6 % avaient 60 ans et plus
- 49,7 % de la population étaient des hommes et 50,3 % étaient des femmes
- 52,8 % étaient d'origine  catholique et 45,1 % étaient d'origine protestante
- 3,9 % des personnes âgées de 16 à 74 ans étaient au chômage[7].

## Lieux et monuments

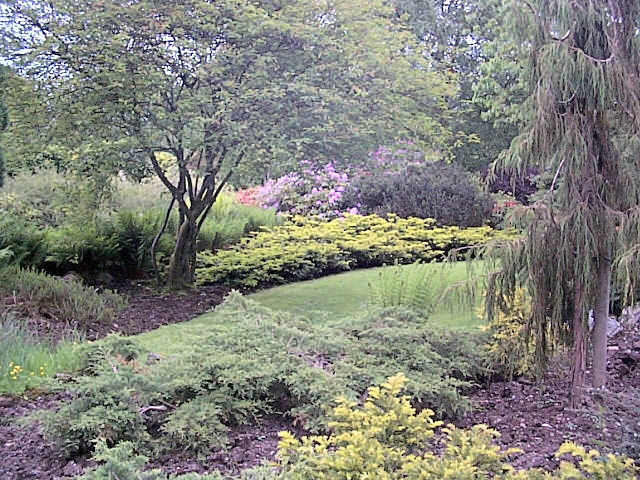
Drum Manor.
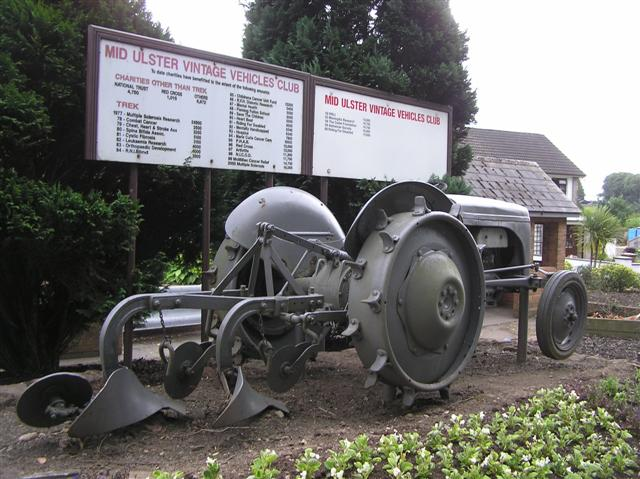
Vieux tracteur à Moneymore.
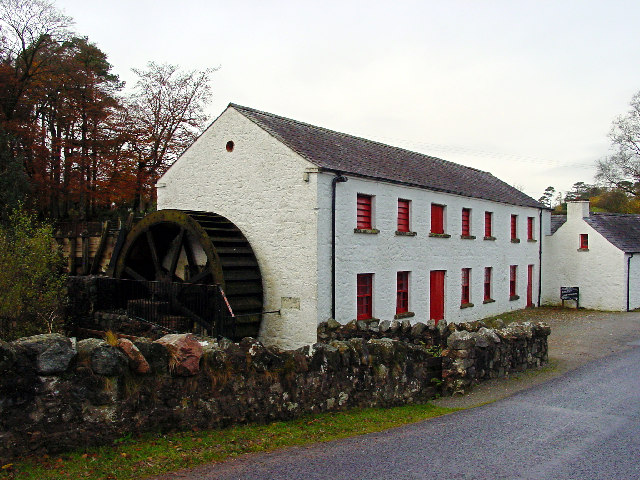
Wellbrook Beetling Mill.
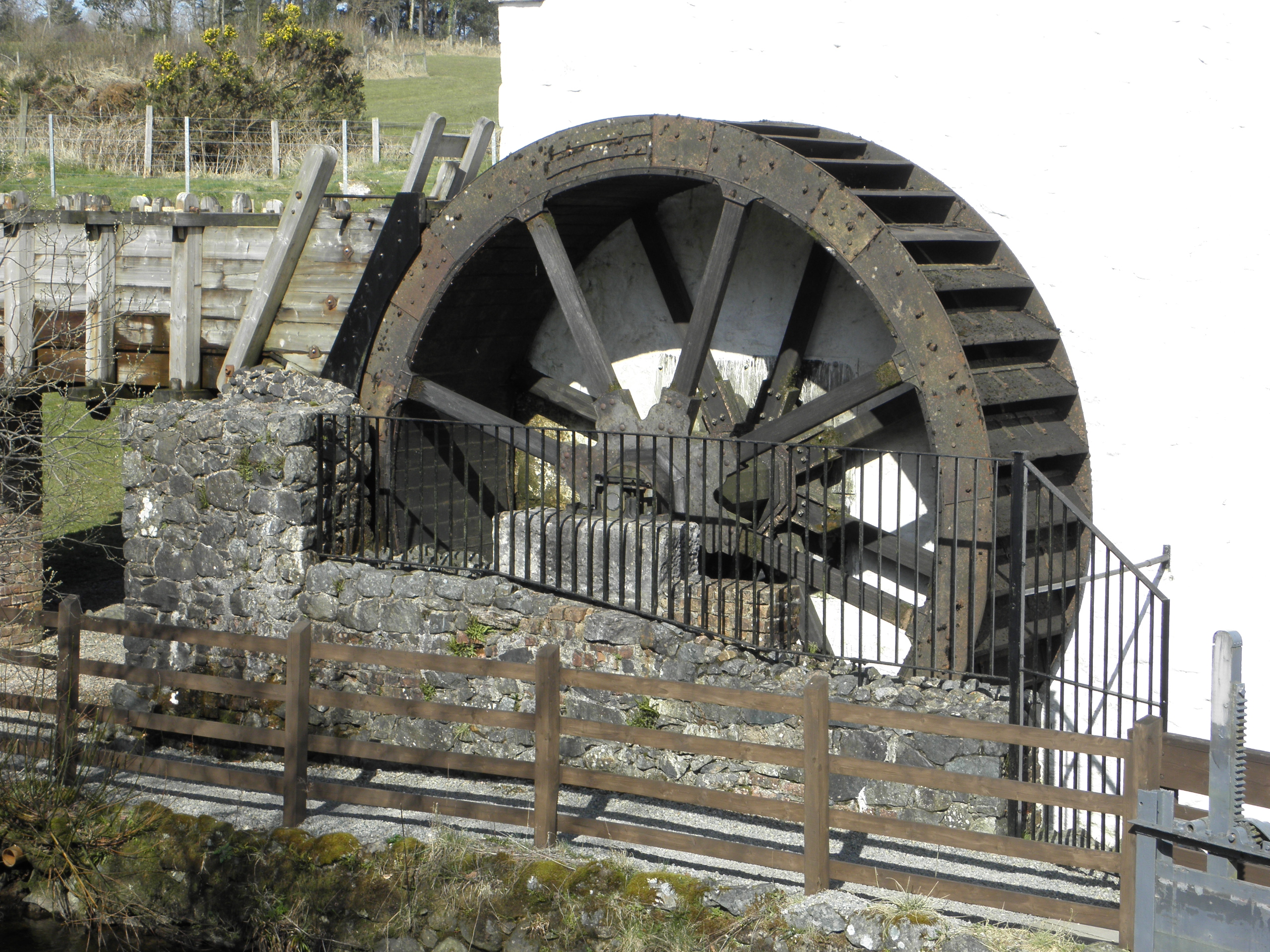
Roue de moulin.
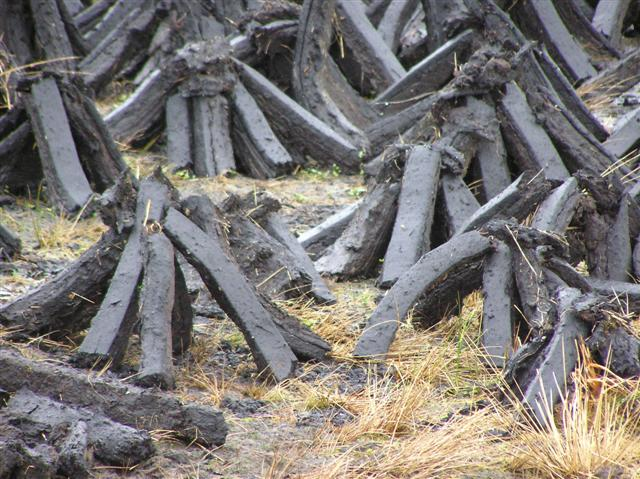
Exploitation de la tourbe.
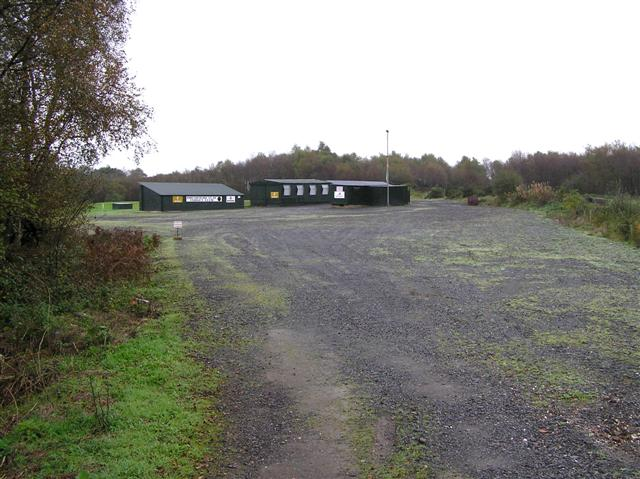
Sport local.

- La rue principale de Cookstown accueille un marché de plein air chaque samedi.
- La course nationale annuelle sur route (Cookstown 100) est un événement de moto auquel participent de nombreux passionnés. Il s'agit de la course d'ouverture du calendrier des courses sur route en Irlande, elle se déroule généralement en avril.
- Ardboe High Cross and Abbey (  Seanchrois Ard Bó agus Ministir Naomh Colmán ), l'un des meilleurs exemples de croix des IXe et Xe siècles, High cross d'Irlande, à 16 kilomètres de Cookstown. Vingt-deux panneaux illustrent des histoires de l'Ancien Testament et du Nouveau Testament de la Bible.
- D'autres sites antiques se trouvent à proximité : Beaghmore, cercle de pierres et Tullyhogue Fort (à côté du village de Tullyhogue), les Sites royaux d'Irlande  des chefs de Tyrone (Tir Eogain), les O'Neills. Détruit en 1602, le fort a été remis en valeur dans une certaine mesure en 1964, lorsque le site a été dégagé et valorisé. Bien qu'aucun des bâtiments d'origine ne subsiste, la disposition inhabituelle (monticules intérieurs surélevés, mais pas de fossé défensif extérieur) est toujours clairement visible. Tullaghogue est maintenant détenu et entretenu par Northern Ireland Environment Agency (N.I.E.A.).
- Le cimetière fortifié de Donaghrisk au sud-ouest du fort est le lieu de repos des O'Hagans, les juges en chef de Tyrone (et à ce titre, ils ont présidé les cérémonies d'inauguration des O'Neills).
- Lissan House, à la périphérie de Cookstown.

## Personnalités
- Oliver Sheppard (1865-1941) - sculpteur, né à Cookstown. Son œuvre, The Dying Cú Chulainn, a été choisie par Éamon de Valera pour le mémorial national des participants au soulèvement de 1916. La statue se trouve à la poste centrale de Dublin.
- Jonathan Swift - a séjourné à Loughry Manor comme invité de la famille Lindsay, il y a écrit Gulliver's Travels (publié 1726).
- Rhona Adair (1878-1961), golfeuse, y est née.
- Stuart Dallas footballeur professionnel, née a Cookstown, international nord-irlandais.

## Source
- (en) Cet article est partiellement ou en totalité issu de l’article de Wikipédia en anglais intitulé « Cookstown » (voir la liste des auteurs).